# Геллерт, Оскар
Оскар Геллерт (венг. Gellért Oszkár, настоящие имя и фамилия — Оскар Гольдман, венг. Goldmann Oszkár; 10 сентября 1882, Будапешт, Австро-Венгрия — 16 декабря 1967, Будапешт, ВНР) — венгерский поэт, журналист, редактор. Лауреат государственной премии Венгрии имени Кошута (1949).

## Биография
Еврейского происхождения, брат переводчика Гуго Геллерта, отец режиссёра и актёра Эндре Геллерта. Изучал право в Будапештском университете. С 1914 по 1918 год работал редактором ежедневной газеты «Pesti Hírlap» (в которой сотрудничал с 1904 года, написав более тысячи статей) и военным репортёром.
Сторонник коммунистических идей. Член Венгерской коммунистической партии. Участвовал в революционных событиях 1918—1919 гг. в Венгрии, был пресс-секретарём как либерального правительства Михая Каройи, так и Совнаркома Венгерской советской республики. После падения ВСР был заточён в тюрьму. По выходе оттуда сотрудничал, в качестве журналиста, а позже редактировал литературный журнал «Nyugat» («Ньюгат»), в котором ранее работал с 1908 года.

## Творчество

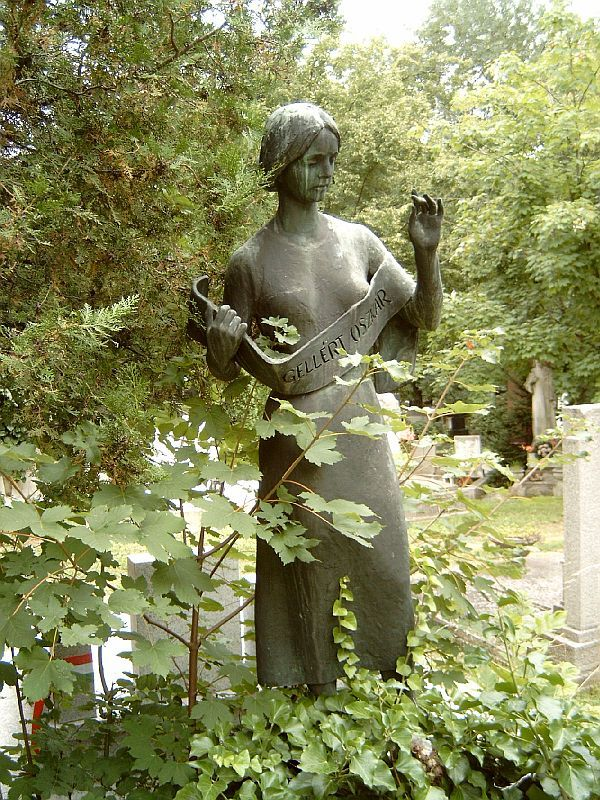
Могила Оскара Геллерта на кладбище Фаркашрети

Литературную деятельность начал в 1902 году сборниками стихотворений, отмеченных влиянием декаданса («У первой остановки», 1903, «У дельты», 1909, «У колен Офелии», 1911, и др.). В 1948 г. выпустил сборник стихотворений «Союз». В 1950 г. — сборник стихов «Три вершины».

## Избранные произведения
Поэмы
- Az első stációnál , 1903
- Velem vagytok , 1926
- A három hegycsúcs, 1950
- Nem vagy egyedül, 1956
- Egy író élete I.-II, 1958, 1962
- Száz az ezerből , 1967

## Награды
- Премия имени Баумгартена (1932, 1933, 1934)
- Премия имени Кошута (1949)

Похоронен на кладбище Фаркашрети.